# Zwemclub Labio-FIRST
Zwemclub Labio-First is een zwemclub uit het Belgische Zottegem. 
Zwemclub Labio werd in 1980 opgericht als recreatieve zwemclub door enkele redders en zwemmers in de Bevegemse Vijvers. Vanaf 1982 trad Labio onder impuls van Michel Louwagie en Rudy Van Durme  toe tot competitieploeg S.O.S. (Swimming Oase Sint-Martens-Latem).
In 2004 werd FIRST (Flanders Inter Regio Swim Team) opgericht, waar naast Zottegem in 2023 ook Oostakker  en Merelbeke deel van uitmaken.
Zwemclub Labio beschikt(e) over verschillende provinciale en nationale kampioenen. 